# Ascenso a la División de Honor 1939 (Perú)
El Ascenso a la División de Honor de 1939 fue la temporada donde Alianza Lima logró el título de la Primera División de la Liga de Lima de ese año y revalidó el playoff contra Social San Carlos, campeón de la Primera División de la Liga del Callao, en un partido que todos los goles fueron en el primer tiempo, la experiencia de los viejos cracks aliancistas como Villanueva y Magallanes sirvió para vencer a los jóvenes chalacos de San Carlos.  Aun así el encuentro fue reñido y quedó en un 2-1 que le alcanzaría al Alianza Lima para retornar a la máxima categoría del balompié peruano.

## Formato
En 1936 había sido creada la Liga Nacional de Fútbol, que incluía a la División de Honor (máxima categoría) y debajo de ella se encontraban la Liga de Lima y la Liga del Callao, cada una de ellas con su respectiva Primera División, División Intermedia, Segunda División y Tercera División. Los ganadores de la Primera División (División Intermedia de la División de Honor) de 1939 de cada liga se enfrentaron para lograr el ascenso a la División de Honor de 1940. Esta definición no es considerada oficialmente una temporada de la Segunda División del Perú ya que esta recién fue creada en 1943.

## Equipos participantes

### Liga Provincial de Lima

#### Tabla de posiciones
| Pos. | Equipo                   | PJ | PG | PE | PP | GF | GC | DG  | PTS |
| ---- | ------------------------ | -- | -- | -- | -- | -- | -- | --- | --- |
| 1    | Alianza Lima             | 10 | 8  | 1  | 1  | 23 | 7  | +16 | 27  |
| 2    | Centro Iqueño            | 10 | 6  | 2  | 2  | 19 | 11 | +8  | 24  |
| 3    | Independencia Miraflores | 10 | 5  | 1  | 4  | 24 | 16 | +8  | 21  |
| 4    | Santiago Barranco        | 10 | 4  | 3  | 3  | 10 | 9  | +1  | 21  |
| 5    | Juventud Gloria          | 10 | 4  | 2  | 4  | 13 | 15 | -2  | 20  |
| 6    | Atlético Lusitania       | 10 | 3  | 4  | 3  | 8  | 10 | -2  | 20  |
| 7    | Juventud Perú            | 10 | 3  | 2  | 5  | 11 | 14 | -3  | 18  |
| 8    | Sportivo Melgar          | 10 | 3  | 2  | 5  | 7  | 11 | -4  | 18  |
| 9    | Unión Carbone            | 10 | 2  | 4  | 4  | 5  | 10 | -5  | 18  |
| 10   | Sportivo Uruguay         | 10 | 3  | 2  | 5  | 11 | 18 | -7  | 18  |
| 11   | Miguel Grau              | 10 | 2  | 1  | 7  | 8  | 18 | -10 | 15  |

|  | Campeón |

### Liga Provincial del Callao

#### Tabla de posiciones
| Pos. | Equipo                  | PJ |
| ---- | ----------------------- | -- |
| 1    | Social San Carlos       | 7  |
| 2    | Telmo Carbajo           | 7  |
| 3    | Jorge Chávez            | 7  |
| 4    | Sportivo Palermo        | 7  |
| 5    | Progresista Apurímac    | 7  |
| 6    | White Star              | 7  |
| 7    | Unión Estrella          | 7  |
| 8    | Scuola Deportiva Italia | 7  |

|  | Campeón |

Nota: Scuola Deportiva Italia terminó último pero se anuló su descenso luego que se suspendiera el torneo de la categoría inferior por el Terremoto de 1940.[cita requerida]

## Playoff de ascenso
| 31 de marzo de 1940 | Alianza Lima                            | 2:1 (2:1) | Social San Carlos | Estadio Nacional, Lima                                      |                                                             |
|                     | Juan Puente 14' · Adelfo Magallanes 39' | Reporte   | Wencafield 43'    | Asistencia: 3000 espectadores Árbitro(s): Humberto Stagnaro | Asistencia: 3000 espectadores Árbitro(s): Humberto Stagnaro |

| Perú                                           |
| Campeón                                        |
| Alianza Lima Asciende a División de Honor 1940 |